# Élections législatives de 2012 dans l'Eure
Les élections législatives françaises de 2012 se déroulent les 10 et 17 juin 2012. Dans le département de l'Eure, non concerné par le redécoupage électoral, cinq députés sont à élire dans le cadre de cinq circonscriptions.

## Élus
| Circonscription | Député sortant      | Parti | Parti | Député élu ou réélu | Parti | Parti |
| --------------- | ------------------- | ----- | ----- | ------------------- | ----- | ----- |
| 1re             | Guy Lefrand         |       | UMP   | Bruno Le Maire      |       | UMP   |
| 2e              | Jean-Pierre Nicolas |       | UMP   | Jean-Louis Destans  |       | PS    |
| 3e              | Hervé Morin         |       | NC    | Hervé Morin         |       | NC    |
| 4e              | François Loncle     |       | PS    | François Loncle     |       | PS    |
| 5e              | Franck Gilard       |       | UMP   | Franck Gilard       |       | UMP   |

## Résultats

### Résultats à l'échelle du département
| Parti          | Parti                                | Premier tour | Premier tour | Second tour | Second tour | Sièges |
| Parti          | Parti                                | Voix         | %            | Voix        | %           | Sièges |
| -------------- | ------------------------------------ | ------------ | ------------ | ----------- | ----------- | ------ |
|                | Union pour un mouvement populaire    | 52 006       | 21,61        | 71 076      | 32,25       | 2      |
|                | Nouveau centre                       | 31 489       | 13,08        | 44 896      | 20,38       | 1      |
|                | Divers droite dont DLR, PCD          | 1 702        | 0,71         |             |             | 0      |
|                | Droite parlementaire                 | 85 197       | 35,40        | 115 972     | 52,63       | 3      |
|                |                                      |              |              |             |             |        |
|                | Parti socialiste                     | 52 453       | 21,79        | 70 233      | 31,88       | 2      |
|                | Parti radical de gauche              | 15 164       | 6,30         | 19 544      | 8,87        | 0      |
|                | Divers gauche dont MRC               | 11 419       | 4,74         |             |             | 0      |
|                | Europe Écologie Les Verts            | 10 357       | 4,30         | 0           |             |        |
|                | Majorité présidentielle              | 89 393       | 37,14        | 89 777      | 40,74       | 2      |
|                |                                      |              |              |             |             |        |
|                | Front national                       | 41 489       | 17,24        | 14 608      | 6,62        | 0      |
|                | Front de gauche                      | 14 220       | 5,91         |             |             | 0      |
|                | Mouvement démocrate                  | 4 323        | 1,80         | 0           |             |        |
|                | Extrême gauche dont LO, NPA et POI   | 3 098        | 1,29         | 0           |             |        |
|                | Le Trèfle - Les nouveaux écologistes | 1 323        | 0,55         | 0           |             |        |
|                | Extrême droite                       | 1 007        | 0,42         | 0           |             |        |
|                | Régionaliste                         | 343          | 0,14         | 0           |             |        |
|                | Divers                               | 285          | 0,12         | 0           |             |        |
|                |                                      |              |              |             |             |        |
| Inscrits       | Inscrits                             | 418 063      | 100,00       | 417 974     | 100,00      | 5      |
| Abstentions    | Abstentions                          | 173 638      | 41,53        | 184 176     | 44,06       |        |
| Votants        | Votants                              | 244 425      | 58,47        | 233 798     | 55,94       |        |
| Blancs et nuls | Blancs et nuls                       | 3 747        | 1,53         | 13 441      | 5,75        |        |
| Exprimés       | Exprimés                             | 240 678      | 98,47        | 220 357     | 94,25       |        |

### Résultats par circonscription

#### Première circonscription (Évreux-Sud)
| Candidat       | Candidat                     | Parti          | Premier tour | Premier tour | Second tour | Second tour |  |
| Candidat       | Candidat                     | Parti          | Voix         | %            | Voix        | %           |  |
| -------------- | ---------------------------- | -------------- | ------------ | ------------ | ----------- | ----------- |  |
|                | Bruno Le Maire sortant réélu | UMP            | 19 906       | 41,35        | 26 961      | 57,97       |  |
|                | Michel Champredon            | PRG (PS, EÉLV) | 15 164       | 31,50        | 19 544      | 42,03       |  |
|                | Nathalie Billard             | RBM (FN)       | 7 921        | 16,45        |             |             |  |
|                | Sandrine Cocagne             | FG (PCF)       | 2 493        | 5,18         |             |             |  |
|                | Driss Ettazaoui              | CpF (MoDem)    | 1 058        | 2,20         |             |             |  |
|                | Jérôme Delenda               | PDF            | 463          | 0,96         |             |             |  |
|                | Corinne Roethlisberger       | LO             | 348          | 0,72         |             |             |  |
|                | Jean-André Delabarre         | NPA            | 312          | 0,65         |             |             |  |
|                | Jean Lemoine                 | CPNT           | 285          | 0,69         |             |             |  |
|                | Michel Vimard                | Régionaliste   | 190          | 0,39         |             |             |  |
|                |                              |                |              |              |             |             |  |
| Inscrits       | Inscrits                     | Inscrits       | 85 371       | 100,00       | 85 364      | 100,00      |  |
| Abstentions    | Abstentions                  | Abstentions    | 36 538       | 42,8         | 37 284      | 43,68       |  |
| Votants        | Votants                      | Votants        | 48 833       | 57,2         | 48 080      | 56,32       |  |
| Blancs et nuls | Blancs et nuls               | Blancs et nuls | 693          | 1,42         | 1 575       | 3,28        |  |
| Exprimés       | Exprimés                     | Exprimés       | 48 140       | 98,58        | 46 505      | 96,72       |  |

#### Deuxième circonscription (Évreux-Nord)
| Candidat       | Candidat                    | Parti          | Premier tour | Premier tour | Second tour | Second tour |  |
| Candidat       | Candidat                    | Parti          | Voix         | %            | Voix        | %           |  |
| -------------- | --------------------------- | -------------- | ------------ | ------------ | ----------- | ----------- |  |
|                | Jean-Louis Destans élu      | PS             | 15 983       | 35,62        | 21 860      | 50,04       |  |
|                | Jean-Pierre Nicolas sortant | UMP            | 15 671       | 34,93        | 21 821      | 49,96       |  |
|                | Emmanuel Camoin             | RBM (FN)       | 7 024        | 15,66        |             |             |  |
|                | Valéry Beuriot              | FG (PCF)       | 2 488        | 5,55         |             |             |  |
|                | Emmanuel Roussel            | CpF (MoDem)    | 1 159        | 2,58         |             |             |  |
|                | Ludovic Lesage              | EÉLV           | 1 016        | 2,26         |             |             |  |
|                | Nadia Bousckri              | LT-LNÉ         | 465          | 1,04         |             |             |  |
|                | Eric Marre                  | NPA            | 288          | 0,64         |             |             |  |
|                | Yun Mi-Heai                 | DLR            | 267          | 0,60         |             |             |  |
|                | Sébastien Pasadovic         | POI            | 188          | 0,42         |             |             |  |
|                | Rosine Lewi                 | LO             | 163          | 0,36         |             |             |  |
|                | Jean Lucat                  | URP (BI),      | 153          | 0,34         |             |             |  |
|                |                             |                |              |              |             |             |  |
| Inscrits       | Inscrits                    | Inscrits       | 77 004       | 100,00       | 76 977      | 100,00      |  |
| Abstentions    | Abstentions                 | Abstentions    | 31 446       | 40,84        | 31 761      | 41,26       |  |
| Votants        | Votants                     | Votants        | 45 558       | 59,16        | 45 216      | 58,74       |  |
| Blancs et nuls | Blancs et nuls              | Blancs et nuls | 693          | 1,52         | 1 535       | 3,39        |  |
| Exprimés       | Exprimés                    | Exprimés       | 44 865       | 98,48        | 43 681      | 96,61       |  |

#### Troisième circonscription (Bernay - Pont-Audemer)
| Candidat       | Candidat                  | Parti          | Premier tour | Premier tour | Second tour | Second tour |  |
| Candidat       | Candidat                  | Parti          | Voix         | %            | Voix        | %           |  |
| -------------- | ------------------------- | -------------- | ------------ | ------------ | ----------- | ----------- |  |
|                | Hervé Morin sortant réélu | NC             | 18 725       | 38,40        | 25 166      | 53,17       |  |
|                | Mélanie Mammeri           | PS             | 12 326       | 25,28        | 22 164      | 46,83       |  |
|                | Nadiejda Steffan          | RBM (FN)       | 7 347        | 15,07        |             |             |  |
|                | Francis Courel            | diss. PS       | 5 535        | 11,35        |             |             |  |
|                | Pascal Didtsch            | FG (GU) (PCF)  | 2 334        | 4,79         |             |             |  |
|                | Rébecca Armstrong         | EÉLV           | 1 421        | 2,91         |             |             |  |
|                | Annie Brunner             | DLR            | 528          | 1,08         |             |             |  |
|                | Sylvie Favier             | NPA            | 319          | 0,65         |             |             |  |
|                | Yasmina Gharet            | LO             | 231          | 0,47         |             |             |  |
|                |                           |                |              |              |             |             |  |
| Inscrits       | Inscrits                  | Inscrits       | 81 703       | 100,00       | 81 697      | 100,00      |  |
| Abstentions    | Abstentions               | Abstentions    | 32 086       | 39,27        | 32 734      | 40,07       |  |
| Votants        | Votants                   | Votants        | 49 617       | 60,73        | 48 963      | 59,93       |  |
| Blancs et nuls | Blancs et nuls            | Blancs et nuls | 851          | 1,72         | 1 633       | 3,34        |  |
| Exprimés       | Exprimés                  | Exprimés       | 48 766       | 98,28        | 47 330      | 96,66       |  |

#### Quatrième circonscription (Louviers)
| Candidat       | Candidat                      | Parti            | Premier tour | Premier tour | Second tour | Second tour |  |
| Candidat       | Candidat                      | Parti            | Voix         | %            | Voix        | %           |  |
| -------------- | ----------------------------- | ---------------- | ------------ | ------------ | ----------- | ----------- |  |
|                | François Loncle sortant réélu | PS               | 19 526       | 39,80        | 26 209      | 57,05       |  |
|                | François-Xavier Priollaud     | NC (UMP)         | 12 764       | 26,02        | 19 730      | 42,95       |  |
|                | Julie Barbier                 | RBM (FN)         | 9 212        | 18,78        |             |             |  |
|                | Arnaud Levitre                | FG (PCF)         | 3 616        | 7,37         |             |             |  |
|                | Laetitia Sanchez              | EÉLV             | 1 531        | 3,12         |             |             |  |
|                | Anne Terlez                   | CpF (MoDem) (GÉ) | 1 292        | 2,63         |             |             |  |
|                | Sophie Ozanne                 | NPA              | 504          | 1,03         |             |             |  |
|                | Marie-Josée Danelli           | DLR              | 360          | 0,73         |             |             |  |
|                | Christophe Solal              | LO               | 253          | 0,52         |             |             |  |
|                |                               |                  |              |              |             |             |  |
| Inscrits       | Inscrits                      | Inscrits         | 86 479       | 100,00       | 86 705      | 100,00      |  |
| Abstentions    | Abstentions                   | Abstentions      | 36 722       | 42,46        | 38 788      | 44,74       |  |
| Votants        | Votants                       | Votants          | 49 757       | 57,54        | 47 917      | 55,26       |  |
| Blancs et nuls | Blancs et nuls                | Blancs et nuls   | 699          | 1,4          | 1 978       | 4,13        |  |
| Exprimés       | Exprimés                      | Exprimés         | 49 058       | 98,6         | 45 939      | 95,87       |  |

#### Cinquième circonscription (Les Andelys - Vernon)
| Candidat       | Candidat                    | Parti          | Premier tour | Premier tour | Second tour | Second tour |  |
| Candidat       | Candidat                    | Parti          | Voix         | %            | Voix        | %           |  |
| -------------- | --------------------------- | -------------- | ------------ | ------------ | ----------- | ----------- |  |
|                | Franck Gilard sortant réélu | UMP            | 16 429       | 32,92        | 22 294      | 60,41       |  |
|                | Jean-Michel Dubois          | RBM (FN)       | 9 985        | 20,01        | 14 608      | 39,59       |  |
|                | Jérôme Bourlet de la Vallée | EÉLV (PS)      | 6 439        | 12,90        |             |             |  |
|                | Hélène Segura               | diss. PS       | 5 884        | 11,79        |             |             |  |
|                | Anne Mansouret              | diss. PS       | 4 618        | 9,25         |             |             |  |
|                | Jean-Luc Lecomte            | FG (PCF)       | 3 289        | 6,59         |             |             |  |
|                | Joëlle Fontain              | LT-LNÉ         | 858          | 1,72         |             |             |  |
|                | Claire O'Petit              | CpF (MoDem)    | 814          | 1,63         |             |             |  |
|                | François Leve               | DLR            | 547          | 1,10         |             |             |  |
|                | Carl Lang                   | PDF            | 544          | 1,09         |             |             |  |
|                | Alain Luguet                | LO             | 247          | 0,49         |             |             |  |
|                | Viviane Horvais             | NPA            | 245          | 0,49         |             |             |  |
|                |                             |                |              |              |             |             |  |
| Inscrits       | Inscrits                    | Inscrits       | 87 236       | 100,00       | 87 231      | 100,00      |  |
| Abstentions    | Abstentions                 | Abstentions    | 36 526       | 41,87        | 43 649      | 50,04       |  |
| Votants        | Votants                     | Votants        | 50 710       | 58,13        | 43 582      | 49,96       |  |
| Blancs et nuls | Blancs et nuls              | Blancs et nuls | 811          | 1,6          | 6 680       | 15,33       |  |
| Exprimés       | Exprimés                    | Exprimés       | 49 899       | 98,4         | 36 902      | 84,67       |  |

Malgré l'accord électoral passé entre le PS et EELV et la candidature d'un candidat commun, Anne Mansouret et Hélène Segura décident de se présenter comme dissidentes PS.